# كارل فريدريك فيرنلى
كارل فريدريك فيرنلى (بالنرويجية: Carl Frederik Fearnley)‏ (و. 1818 – 1890 م) هو عالم فلك، وبروفسور من النرويج . ولد في هالدن .
توفي عن عمر يناهز 72 عاماً.

## مناصب وهيئات
أدار جامعة أوسلو.